# Kičmen'ga
La Kičmen'ga (in russo Кичменьга?) è un fiume della Russia europea, affluente di sinistra del fiume Jug, nel bacino della Dvina settentrionale. Scorre nell'Oblast' di Vologda, nei rajon Velikoustjugskij e Kičmengsko-Gorodeckij.

## Descrizione
Il fiume ha origine nella palude Kičmengskoe. Nel corso superiore descrive un grande cerchio in un'area disabitata intorno ai contrafforti collinari a nord degli Uvali settentrionali, poi scorre in direzione mediamente sud-orientale. La corrente è veloce, il canale è tortuoso, soprattutto nella parte alta. Nel corso inferiore, entra nella zona abitata, sfocia nello Jug a 245 km dalla foce, presso il villaggio di Kičmengskij Gorodok. Ha una lunghezza di 208 km, il suo bacino è di 2 330 km².